# مارك بيفرز
مارك بيفرز (بالإنجليزية: Mark Beevers) (21 ديسمبر 1989 ببارنسلي في المملكة المتحدة - ) هو لاعب كرة قدم بريطاني في مركز الدفاع. شارك مع منتخب إنجلترا تحت 19 سنة لكرة القدم. أما مع النوادي، فقد لعب مع شيفيلد وينزداي وميلتون كينز دونز ونادي ميلوول.

## وصلات خارجية
- مارك بيفرز على موقع إي إس بي إن إف سي (الإنجليزية)
- مارك بيفرز على موقع قاعدة بيانات كرة القدم.إي يو (الإنجليزية)
- مارك بيفرز على موقع Soccerbase.com (لاعب) (الإنجليزية)
- مارك بيفرز على موقع Soccerway.com (الإنجليزية)